# Halosaurus
Halosaurus es un género de peces notacantiformes de la familia Halosauridae.

## Especies
Se reconocen las siguientes especies:
- Halosaurus attenuatus
- Halosaurus carinicauda
- Halosaurus guentheri
- Halosaurus johnsonianus
- Halosaurus ovenii
- Halosaurus pectoralis
- Halosaurus radiatus
- Halosaurus ridgwayi
- Halosaurus sinensis